# Combs-la-Ville
Combs-la-Ville is een gemeente in het Franse departement Seine-et-Marne (regio Île-de-France) en telt 20.953 inwoners (1999). De plaats maakt deel uit van het arrondissement Melun en is een van gemeenten van de nieuwe stad Sénart.

## Geografie
De oppervlakte van Combs-la-Ville bedraagt 14,5 km², de bevolkingsdichtheid is 1445,0 inwoners per km².
De onderstaande kaart toont de ligging van Combs-la-Ville met de belangrijkste infrastructuur en aangrenzende gemeenten.

## Demografie
Onderstaande figuur toont het verloop van het inwonertal (bron: INSEE-tellingen).